# La Ferté-Frênel
La Ferté-Frênel ist eine Ortschaft und eine ehemalige französische Gemeinde im Département Orne in der Region Normandie. Sie gehörte zum Arrondissement Mortagne-au-Perche und zum Kanton Rai. Die Einwohner werden Fertois genannt.
Mit Wirkung vom 1. Januar 2016 wurden die bisherigen Gemeinden La Ferté-Frênel, Anceins, Bocquencé, Couvains, Gauville, Glos-la-Ferrière, Heugon, Monnai, Saint-Nicolas-des-Laitiers und Villers-en-Ouche zu einer Commune nouvelle mit dem Namen La Ferté-en-Ouche zusammengeschlossen und haben in der neuen Gemeinde den Status einer Commune déléguée mit 587 Einwohnern (Stand: 1. Januar 2022). Der Verwaltungssitz befindet sich im Ort La Ferté-Frênel.

## Geographie
La Ferté-Frênel liegt unweit der Grenze zum Département Eure, 13 Kilometer nordwestlich von L’Aigle und etwa 63 Kilometer nordnordöstlich von Alençon.

## Bevölkerungsentwicklung
| Jahr                       | 1962 | 1968 | 1975 | 1982 | 1990 | 1999 | 2006 | 2013 |
| Einwohner                  | 409  | 451  | 439  | 640  | 666  | 714  | 709  | 642  |
| Quellen: Cassini und INSEE |      |      |      |      |      |      |      |      |

## Sehenswürdigkeiten
- Dolmen La Pierre Couplée, Monument historique
- Kirche Notre-Dame, Anfang des 20. Jahrhunderts erbaut
- Schloss La Ferté-Frênel aus dem 17. Jahrhundert mit Park, Monument historique seit 1996
- Taubenschlag und Herrenhaus, jeweils aus dem 18. Jahrhundert, Monument historique

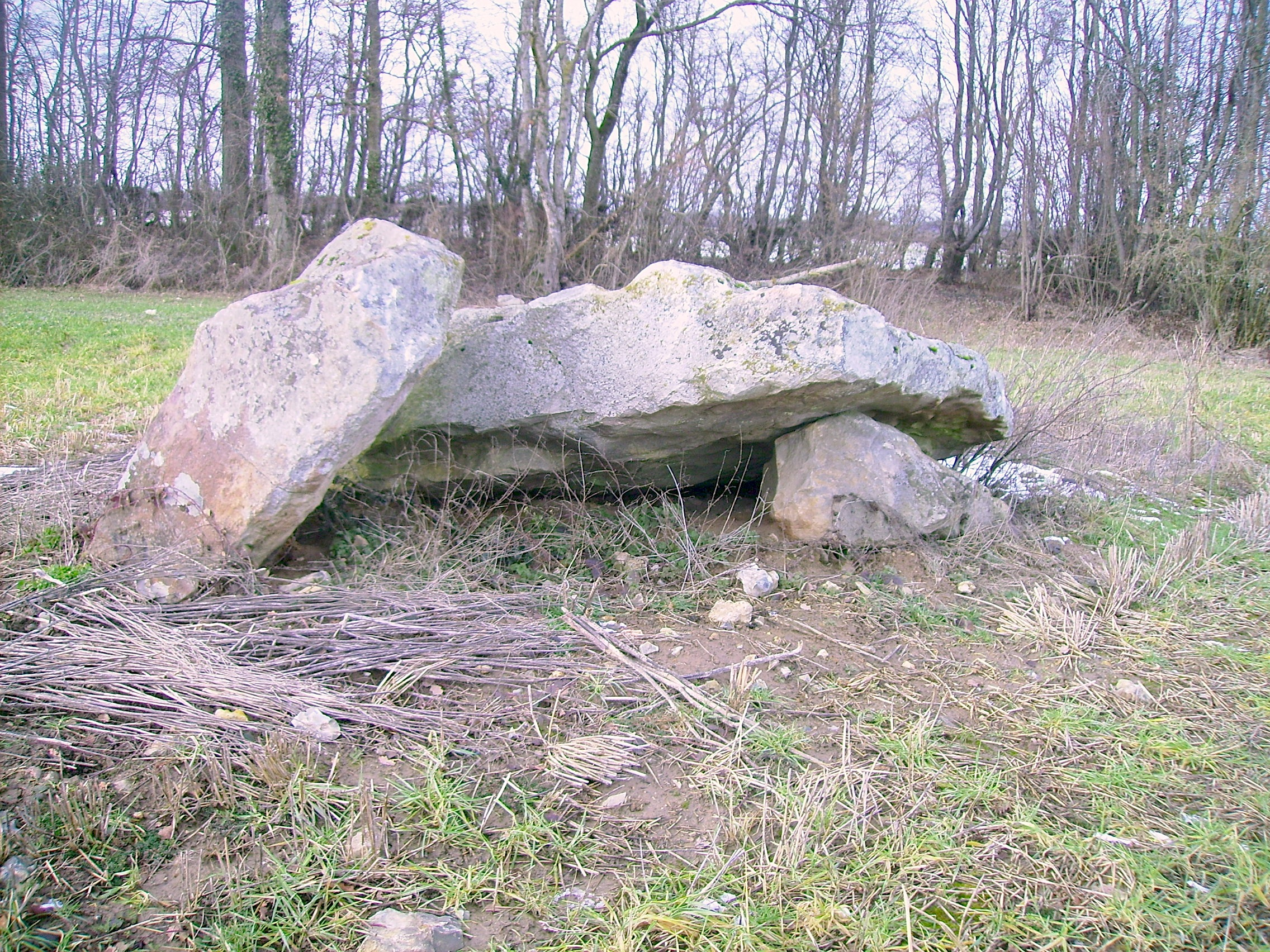
Dolmen
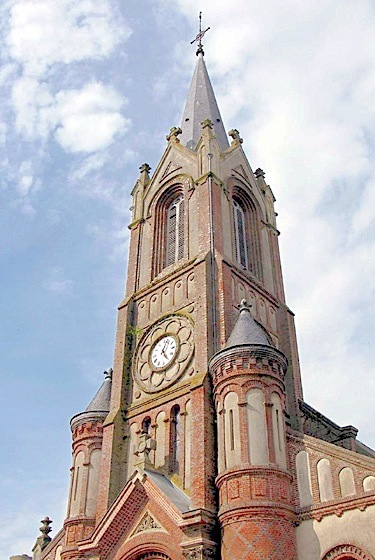
Kirche Notre-Dame
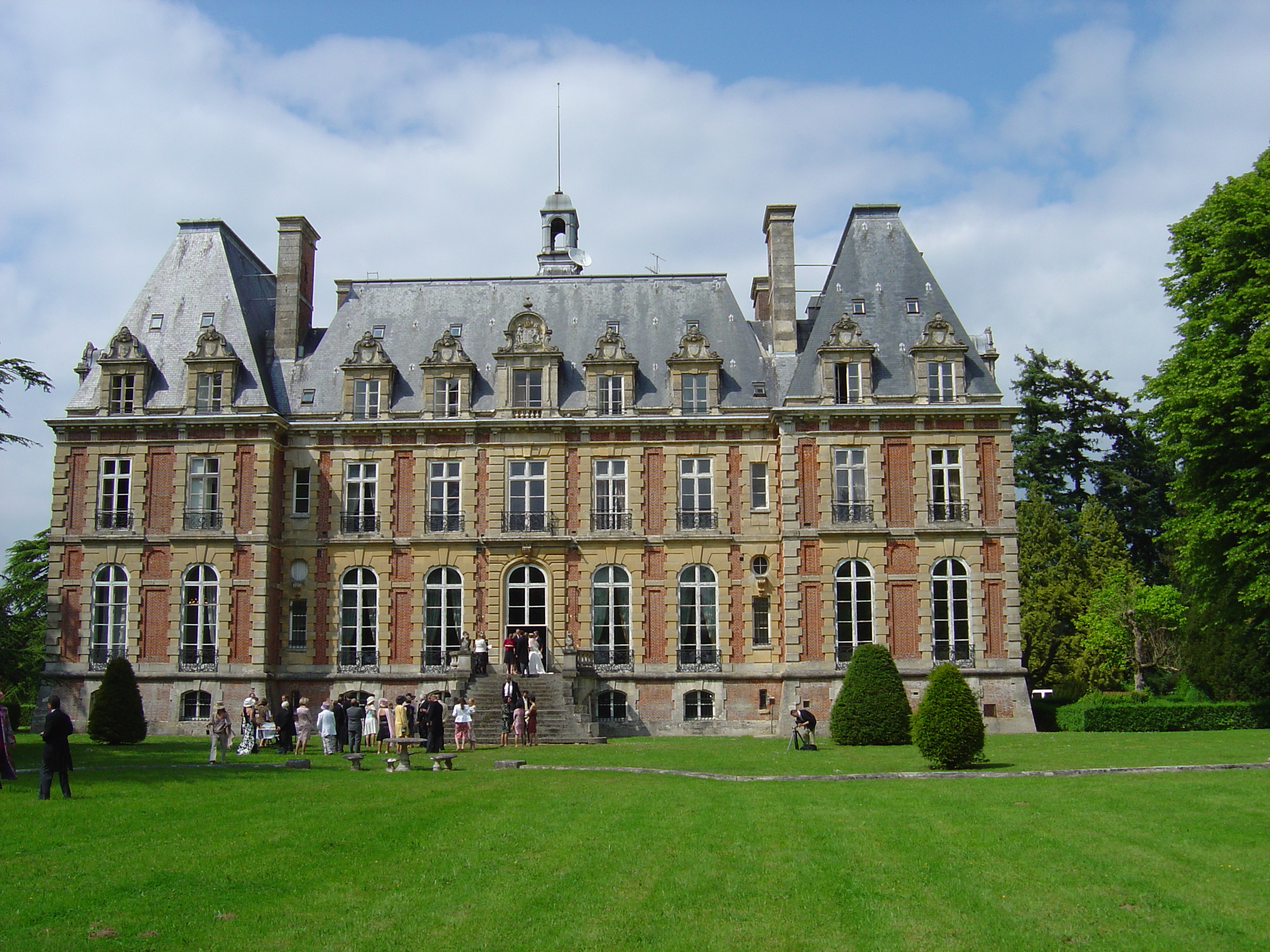
Schloss La Ferté-Frênel